# Affection respiratoire provoquée par le nickel considérée comme maladie professionnelle
Une affection respiratoire provoquée par le nickel peut être reconnue comme maladie professionnelle dans certains pays, sous conditions.
Ce sujet relève du domaine de la législation sur la protection sociale et a un caractère davantage juridique que médical. Pour la description clinique de la maladie se reporter à l'article suivant :

## Législation en France

### Régime général
| Fiche Maladie professionnelle | Fiche Maladie professionnelle | Fiche Maladie professionnelle |
| Ce tableau définit les critères à prendre en compte pour qu'une affection respiratoire provoquée par le nickel soit prise en charge au titre de la maladie professionnelle | Ce tableau définit les critères à prendre en compte pour qu'une affection respiratoire provoquée par le nickel soit prise en charge au titre de la maladie professionnelle | Ce tableau définit les critères à prendre en compte pour qu'une affection respiratoire provoquée par le nickel soit prise en charge au titre de la maladie professionnelle |
| Régime Général. Date de création : 22 janvier 1982 | Régime Général. Date de création : 22 janvier 1982 | Régime Général. Date de création : 22 janvier 1982 |
| Tableau N° 37 bis RG | Tableau N° 37 bis RG | Tableau N° 37 bis RG |
| Affections respiratoires causées par les oxydes et les sels de nickel. | Affections respiratoires causées par les oxydes et les sels de nickel. | Affections respiratoires causées par les oxydes et les sels de nickel. |
| --- | --- | --- |
| Désignation des Maladies | Délai de prise en charge | Liste indicative des principaux travaux susceptibles de provoquer ces maladies                                                                                             |
| Rhinite récidivant en cas de nouvelle exposition au risque ou confirmée par test                                                                                           | 7 jours | Nickelage électrolytique des métaux |
| Asthme objectivé par explorations fonctionnelles respiratoires récidivant en cas de nouvelle exposition au risque ou confirmé par test                                     | 7 jours | |
| Date de mise à jour : 11 février 2003 | | |